# Za grzechy
Za grzechy (jid. Ał Chet) – polski film fabularny z 1936 roku w języku jidysz. Był to pierwszy po ośmioletniej przerwie z serii wyprodukowanych w Polsce żydowskich filmów fabularnych.

## Historia filmu
Współtworzyli go artyści, którzy w wyniku represji spadających na Żydów w Niemczech po dojściu do władzy Hitlera wyemigrowali do Polski. Namawiany przez grupę artystów Saul Goskind, zgodził się zostać producentem i specjalnie na potrzeby filmu powołał wytwórnię Kinor. Żydowski kierownik warszawskiego oddziału niemieckiej firmy Agfa zgodził się udzielić na materiały filmowe korzystnego kredytu. Goskind zapewnił filmowcom odpowiednie laboratorium filmowe. Film powstawał w atmosferze obaw o finansowe powodzenie przedsięwzięcia, ale także budził nadzieje krytyki, czekającej na oryginalne, artystyczne dzieło kinematografii żydowskiej (Literarisze Bletter). Reżyser Aleksander Marten stawiał na interesującą, prawdopodobną fabułę i żydowski folklor. Film kręcono w pracowni fotograficznej Włodzimierza Kirchnera przy ulicy Wierzbowej 8 w Warszawie, sceny muzyczne powstawały w hali do nagrywania płyt patefonowych Syrena. Ze względu na nasilający się antysemityzm twórcy mieli problem z zorganizowaniem pierwszego pokazu. W końcu premiera odbyła się 14 kwietnia 1936 roku w warszawskim kinie Fama (ul. Przejazd 9). Film okazał się sensacją i cieszył dużym powodzeniem wśród widzów. Krytyka jednak za złe miała twórcom melodramatyczną fabułę bez odniesień do współczesnych problemów społeczności żydowskiej. W odpowiedzi na te zarzuty Neuman pisał w 1938 roku, że rozwój żydowskiej kinematografii postępować powinien stopniowo i nie należy krytykować go za to, że zrobił film dla masowego widza, nie uciekając się do różnego typu artystycznych eksperymentów. Uznał film za sukces, potwierdzony przez pozytywne recenzje w Polsce, Ameryce, Palestynie, również wśród odbiorców nieżydowskich.

## Treść
Leon Anton, oficer armii austriackiej, stacjonujący w małym miasteczku, zakochuje się w Esterze, córce rabina, który niechętnie patrzy na ten związek. Estera bez ślubu zachodzi w ciążę, a Leon otrzymuje rozkaz wyruszenia na front i wkrótce ginie. Estera porzuca narodzoną córkę i wyrusza do Stanów Zjednoczonych, gdzie robi karierę śpiewaczki. Niemowlę odnajdują Szamaj i Awrejml, krawczyk i mełamed, którzy oddają dziecko do sierocińca.  Estera, nie znalazłszy za oceanem szczęścia, po szesnastu latach wraca do kraju, by odszukać swoje dziecko. Pomagają jej w tym Szamaj i Awrejml, jednak w sierocińcu dowiadują się jedynie, że córeczkę Estery zabrała rodzina żydowska o popularnym nazwisku Kohen. Wizyty u różnych osób o tym nazwisku stają się pretekstem wielu komicznych perypetii. Estera w międzyczasie poznaje uzdolnionego skrzypka i chce z nim powrócić do Ameryki. Ten jednak ma narzeczoną, która postanawia nie oddać ukochanego. Szybko jednak okazuje się, że narzeczona skrzypka, Rachela, jest poszukiwaną przez Esterę córką.

## Obsada
- Abraham Morewski – rabin, ojciec Estery
- Rachela Holzer – Estera
- Szymon Dżigan – Szamaj
- Izrael Szumacher – Awrejml
- Topel – żona Awrejmla
- Chewel Buzgan – porucznik Leon Anton
- Maks Bryn – szames
- Szmulik Goldsztejn – czeladnik
- Kurt Katch – profesor Lewin
- Hubert Schoner – Fiancé
- Ruth Turkow – Rachela
- Herbert Scherzer – narzeczony Racheli
- Klara Segałowicz – przełożona
- Gerszon Lemberger – asystent szamesa
- Dina Szajewicz – sąsiadka
- Fania Rubina – Sara
- Dina Halpern
- Ricky Rozenfeld
- Ajzyk Samberg
- Kajzerowicz
- Winer – ordynans Leona